# あしたの私のつくり方
『あしたの私のつくり方』（あしたのわたしのつくりかた）は、真戸香による日本の小説（講談社刊）。
市川準監督によって2007年に映画化された。

## 映画
2007年4月28日に劇場公開された。監督は市川準。主演は成海璃子で、当時AKB48のメンバーだった前田敦子の初出演映画でもある。
当初、題名は『わたしは、私?』の予定であったが、後に原作と同名となった。撮影は2006年8月から9月にかけて行われ、監督の市川は「暑い中で（成海と前田の2人は）よく耐えた」と評している。なお、劇中にはAKB48で前田の同僚だった板野友美、小野恵令奈、小林香菜、早野薫、平嶋夏海、峯岸みなみもカメオ出演している。
キャッチコピーは「わたし、なんでこんなにがんばっているんだろう?」。

### キャスト
- 大島寿梨：成海璃子
- 花田日南子：前田敦子
- 田村博之：高岡蒼甫
- 古垣賢一：近藤芳正
- 日南子の母：奥貫薫
- 上島浩二：田口トモロヲ
- 大島さつき：石原真理子
- 杉谷正：石原良純
- 杉谷真：柄本時生
- 金井淳：桜田通
- 久保田真奈美：柳英里沙

### スタッフ
- 監督：市川準
- 原作：真戸香『あしたの私のつくり方』（講談社刊）
- 脚本：細谷まどか
- 撮影：鈴木一博
- 美術：山口修
- 編集：三條知生
- 音楽：佐々木友理
- 音楽プロデューサー：和田亨
- 音楽監修：周防義和
- 主題歌：シュノーケル「天気予報」
- 照明：中須岳士
- 製作担当：大沢忠生
- 録音：橋本泰夫、藤丸和徳
- 製作：佐藤直樹、安永義郎、渡辺純一、大塚徹哉、富田裕、亀山慶二
- プロデューサー：角田豊、川上竜生、細谷まどか
- 企画：椋樹弘尚、藤巻直哉
- 製作プロダクション：日活撮影所
- 製作委員会メンバー：日活、博報堂DYメディアパートナーズ、ソニー・ミュージックエンタテインメント、スカパー・ウェルシンク、講談社、朝日新聞社、テレビ朝日
- 配給：日活

### 受賞
- 第2回フランスKINOTAYO映画祭グランプリ（'07）